# Зведёновка
Зведёновка (укр. Зведенівка, пол. Zwedenówka, Zwiezdanówka, Zwedeny Kamień) — село на Украине, находится в Шаргородском районе Винницкой области.
Код КОАТУУ — 0525382001. Население по переписи 2001 года составляет 1284 человека. Почтовый индекс — 23551. Телефонный код — 4344.
Занимает площадь 35,429 км².
Решением исполнительного комитета Винницкого областного совета от 22 мая 1986 года сёла Зведёновка и Попелёвка объединены в одно село Зведёновка.

## Религия
В Попелёвке действует Свято-Николаевский храм Шаргородского благочиния Могилёв-Подольской епархии Украинской православной церкви.

## Адрес местного совета
23551, Винницкая область, Шаргородский р-н, с. Зведёновка, ул. Суворова